# Børnehjemmet (dansk film)
 For alternative betydninger, se Børnehjemmet. (Se også artikler, som begynder med Børnehjemmet)
Børnehjemmet er en dansk spillefilm fra 2019 instrueret af Shahrbanoo Sadat.

## Handling
Filmen foregår i Kabul i slutningen af 1980’erne. Den 15-årige Qodrat bor på gaden og sælger billetter til Bollywoodfilm på det sorte marked. Han er kæmpe Bollywoodfan, og dagdrømmer sig vej ind i sine yndlingsfilm. En dag fanger politiet ham imidlertid og anbringer ham på det sovjetiske børnehjem. Børnene bliver af Sovjet inviteret på sommerlejr i Moskva, hvor de besøger Lenins mumie. Tilbage i Kabul ændrer den politiske situation sig i mellemtiden. Sovjet bliver presset ud, og rebellerne dominerer gaderne i Kabul. Da en armeret gruppe rebeller når til børnehjemmet, bruger Qodrat sine dagdrømme til at forestille sig, at børnehjemmet forsvarer dem selv og deres hjem.

## Medvirkende
- Qodratollah Qadiri, Qodrat
- Hasibullah Rasooli, Hasib
- Masihullah Feraji, Masih
- Ahmad Fayaz Osmani, Ehsan
- Asadullah Kabiri, Asad
- Anwar Hashimi, Anwar, the supervisor
- Fridoon Muradi, Feraidoon
- Karan Jeet Singh, Karan Jeet
- Waris Muradi, Waris
- Sediqa Rasuli, Sediqa
- Abdul Rahman Formoli, Rahman
- Daria Gaiduk, Sima Petrovna
- Nahid Yakmanesh, Miss Deputy Director
- Yama Yakmanesh, Mister Director
- Arthur Köstler, Commander of Mujahideen